# Store Hovedgård
Store Hovedgård er en Proprietærgård beliggende nær Hovedgård by, Ørridslev Sogn, Voer Herred.
Gården hed oprindeligt Over Hovedgård og ligger ca 300 meter øst for den noget mindre Neder Hovedgård.
Ejendommen har givet navn til Hovedgård station og senere Hovedgård by, som opstod nær ved gården da jernbanestation blev oprettet i 1868 Store dele af byen er bygget på jord der gennem tiden er solgt fra Store Hovedgård.).
Store Hovedgård hørte i 1769 under Tammestrup.
Den oprindelige hovedbygning bestod af en 3 fløjet bygning. Den herskablige midterbygning var grundmuret, og sidefløjene af grundmur til gårdsiden og egetræsbindingsværk på modsatte sider. 
Nuværende hovedbygning opført i 1913
Store Hovedgård har et jordtillægende på 78 hektar, hovedsageligt bestående af agerjord.

## Ejere
- 1775-Greve Frederik Christopher Trampe til Hovedgård og Urup
- 1786 Kmjrk. Wormskjold
- Arthur Nyholm
- Emil Hansen
- 1891 -1895 Emil Madsen
- 1895 - Hartvig Hartvigsen
- - 2016 Erik Houe Sejersen
- 2016- Lis Sejersen

## Eksterne kilder og henvisninger
1. ↑  Genåbning af Hovedgård Station Arkiveret 20. februar 2015 hos  Wayback Machine togstop.dk juli 2013
2. ↑  la Cour, J.C.B. (1906). Danske Gaarde. Vol. 4. Danske Gaardes Forlag. s. 433. Hentet 7. august 2016.
3. 1 2  BBR

55°57′04″N 9°58′04″Ø / 55.95114°N 9.96791°Ø